# Siegfried Müller junior

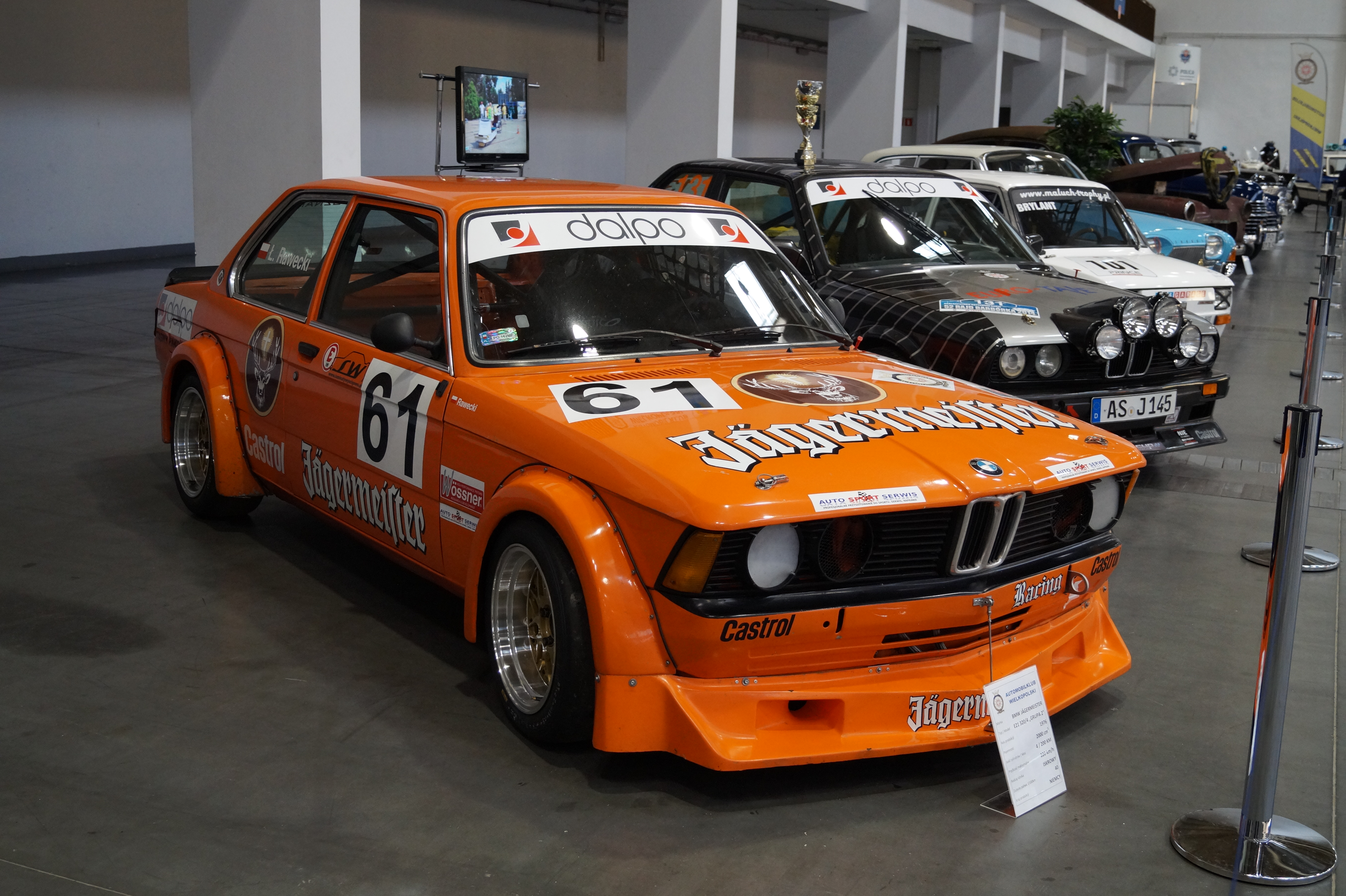
Rennversion des BMW 320

Siegfried „Siegi“ Müller junior (* 10. Januar 1956 in Mülheim an der Ruhr) ist ein ehemaliger deutscher Autorennfahrer und der Sohn von Siegfried Müller senior.

## Karriere als Rennfahrer
Wie sein Vater war Siegfried Müller in der Tourenwagen-Europameisterschaft erfolgreich. Müller stieg 1976 in diese Rennserie ein, ein Jahr, nachdem sein Vater gemeinsam mit Alain Peltier die Gesamtwertung dieser Meisterschaft gewinnen konnte. 1980 konnte er selbst die Meisterschafts-Gesamtwertung für sich entscheiden. Mit Partner Ralf Kelleners gewann Müller in diesem Jahr mit einem BMW 320 das 500-km-Rennen von Brands Hatch, den Großen Preis von Brünn und das 3-Stunden-Rennen von Zolder.
1982 fuhr er einen BMW M1 in der Deutschen-Rennsport-Trophäe und beendete die Meisterschaft als Gesamtzweiter.
1982 war er auch beim 24-Stunden-Rennen von Le Mans am Start, fiel nach einem Problem mit den Starter am Sauber SHS C6 allerdings vorzeitig aus.

## Statistik

### Le-Mans-Ergebnisse
| Jahr | Team                         | Fahrzeug      | Teamkollege | Platzierung | Ausfallgrund |
| ---- | ---------------------------- | ------------- | ----------- | ----------- | ------------ |
| 1982 | BASF Cassetten Team GS Sport | Sauber SHS C6 | Walter Brun | Ausfall     | Starter      |